# Groenige wasporia
De groenige wasporia (Ceriporia viridans) is een soort korstschimmel uit de familie Irpicaceae. Hij leeft saprotroof op vermolmde takken of stammen van eiken (Quercus) en Fagus in loofbossen op voedselrijke bodem. Incidenteel komt hij voor op naaldhout. Veroorzaakt witrot.

## Kenmerken
Ceriporia (wasporia) omvat de resupinate gaatjeszwammen met een zacht weefsel (monomitisch hyfensysteem) waarin gespen ontbreken (alleen enkelvoudige dwarswanden). Voor de determinatie zijn de volgende kenmerken van belang: kleur poriënlaag, reactie poriënlaag met kaliloog (KOH), aantal gaatjes/ mm, sporenvorm en sporenmaten. Sporen zijn cruciaal voor de determinatie van bijzondere wasporia (maak bij twijfel altijd eerst een sporee). 
In weerwil van de wetenschappelijke en Nederlandse naam is de groenige wasporia (C. viridans) meestal wit of crème, maar soms ook geelachtig, oranje, roze of bleek met een groene tint. Kenmerkend voor deze soort is de paarse reactie van de poriënlaag met KOH in combinatie met vrij nauwe gaatjes (3-6/ mm) en smalle (<2 µm), vaak iets gekromde sporen met de maten 3,5-5 x 1,5-2 µm.

## Ecologie
De groenige wasporia wordt vooral aangetroffen op al behoorlijk verteerd hout (saprotroof, witrot). De meeste Nederlandse vondsten zijn gedaan op loofhout, er zijn vier vondsten bekend van naaldhout waarvan twee van den (n = 72). Van 35 vondsten is de loofhoutsoort opgegeven (> 5%): eik (34%), populier (17%), beuk (9%), wilg (9%) en berk (6%). In de literatuur van allerlei loofhoutsoorten bekend, en incidenteel van naaldhout.

## Verspreiding
De groenige wasporia is bekend van alle continenten. Hij komt voor op eilanden en is zelfs Antarctica aangetroffen.
In Nederland komt de groenige wasporia matig algemeen voor. Hij staat niet op de rode lijst en is niet bedreigd.